# Gérard Louis-Dreyfus
Pour les articles homonymes, voir Dreyfus et Louis-Dreyfus.
 (septembre 2016).
Si vous disposez d'ouvrages ou d'articles de référence ou si vous connaissez des sites web de qualité traitant du thème abordé ici, merci de compléter l'article en donnant les références utiles à sa vérifiabilité et en les liant à la section « Notes et références ».
Gérard Louis-Dreyfus, aussi connu sous le nom de William Louis-Dreyfus, né le 21 juin 1932 à Ville-d'Avray, et mort le 16 septembre 2016 à Mount Kisco, est un homme d'affaires franco-américain.

## Biographie
Le père de Gérard Louis-Dreyfus est Pierre Louis-Dreyfus (1908-2011). Son arrière grand-père est Léopold Louis-Dreyfus. En 1940, il rejoint les États-Unis avec sa mère américaine après son divorce avec Pierre.
En 1945, il adopte le prénom de William comme symbole de son intégration dans la société américaine. Tandis qu’en France, il est connu sous le prénom Gérard, aux États-Unis, il est William.
Il est diplômé en droit de l'université Duke (Duke University School of Law (en)) et a travaillé pour la firme Dewey Ballantine (en) de New York, avant de rejoindre le Groupe Louis Dreyfus en 1965.
Il est le père de l'actrice Julia Louis-Dreyfus.